# アルキビアデスII
『アルキビアデスII』（アルキビアデスに、希: Ἀλκιβιάδης βʹ, 英: Alcibiades II）、『第二アルキビアデス』（だいにアルキビアデス、英: Second Alcibiades）、あるいは『アルキビアデス (小)』（アルキビアデスしょう、羅: Alcibiades minor）とは、プラトン名義の著作（対話篇）の1つ。副題は「祈願について」。
古代にトラシュロスがまとめた四部作（テトラロギア）集36篇の中に含まれるが、プラトンの真作であるかについては疑義が呈されることもあり、『アルキビアデスI』と比べてもより真作性が劣るものとされる。

## 構成

### 登場人物
- ソクラテス - 40歳頃。
- アルキビアデス - アテナイの名家の子息にして容姿端麗な青年。後に政治・軍事指導者となり、ペロポネソス戦争では主戦論を展開してニキアスの和約を破り戦争再開、その後亡命生活を繰り返すなど波乱の人生を送る。『プロタゴラス』『饗宴』にも登場。20歳頃。

### 年代・場面設定
祈願のための神参りに訪れていたアルキビアデスと出くわすソクラテス。ソクラテスはアルキビアデスに、「息子たちの争い」を祈って厄災を招いてしまったオイディプス王のように、悪いものを善いものと思い込んで祈願してしまわないよう用心が必要だと忠告する。アルキビアデスは、ソクラテスが例に出したオイディプス王は気がちがっていたのであって、健全な人ならそのような祈願はしないと応じる。
ソクラテスは、気がちがっていることと、思慮を働かせていること（正気）は、正反対のことだと思うか問う。アルキビアデスはその通りだと応じる。更にソクラテスは、思慮がある人と無い人がいると思うか問う。アルキビアデスは当然だと応じる。
こうしてその区別を巡って問答が開始される。

### 補足
本篇は、『アルキビアデスI』の半分程度の文量なので、『アルキビアデス （小）』とも呼ばれてきた。

## 内容
「祈願」のための神殿参りに向かおうとしているアルキビアデスをソクラテスが呼び止め、「祈願」のあり方と関連付けて「無知の無知（無自覚）」や「「正義」「思慮の健全さ」「敬虔・敬神」の重要性」を説いていく。
「追悼演説」を扱った『メネクセノス』と同じく、「「祈願」のための神殿参り」という古代ギリシア・アテナイの習俗を題材としているが、内容としては『アルキビアデスI』と類似したプロトレプティコス・ロゴス（（哲学を）勧奨する言論）になっている。
本篇と同様に、「敬虔・敬神」について扱った作品としては、初期対話篇『エウテュプロン』がある。

### 導入
ソクラテスが「祈願のための神殿参り」に向かおうとしているアルキビアデスを呼び止め、神々が我々の「祈り」の内、あるものは叶え、他のものは叶えなかったり、ある人々にはそれを与えるが、他の人々には与えないといったことがあると思うか問う。アルキビアデスは同意する。
続いてソクラテスは、オイディプスがそうであったように、悪の大いなるものを「善いもの」だと思い込んで「祈願」し、神々の方もうっかり「祈願」されるものを何でも叶えてくれるような状態になっているなんてことがあると困るので、「祈願」には大いに用心が必要だと指摘する。
するとアルキビアデスは、ソクラテスが引き合いに出したオイディプスは「気のちがっている人」であり、「健全な人」であれば誰があえてそのような「祈願」をするだろうと疑問を唱える。

### 「無思慮」の定義
ソクラテスが「気がちがっていること」と「思慮をはたらかせていること（正気）」は正反対か問うと、アルキビアデスは同意する。さらに「思慮のない人」と「思慮のある人」の区別があることもアルキビアデスは同意する。
続いてソクラテスは、「思慮」と「無思慮」が二者択一の相互排除関係にあるのか、すなわち人は必ず「思慮ある者」か「無思慮な者」かのどちらかになるか問うと、アルキビアデスは同意する。
するとソクラテスは、以上の内容から論理的に言って「無思慮」と「気がちがっていること」は同じものであることを指摘し、アルキビアデスも同意する。
しかしソクラテスは、この国でも「思慮ある人々」は少数派で「無思慮な人々」が多数派なのだから、先の議論通りだと国家の多数が「気がちがった人」になってしまい、現実と合わないと指摘する。アルキビアデスも同意する。
そこでソクラテスは、「病気」が「痛風」「熱病」「眼病」など様々な症状の総称であり、「職人」が「靴屋」「大工」「彫像家」などの総称であるのと同じように、「無思慮」も程度によって「気がちがっている」「馬鹿」「阿呆」「意気盛ん」「お人好し」「無邪気」「世間知らず」「愚直」などと様々に呼ばれるものの総称なのではないかと指摘する。アルキビアデスも同意する。

### 「無知の無知」
ソクラテスが、「思慮ある人々」が「なすべきこと語るべきことを知っている人々」なら、「無思慮な人々」は「なすべきこと語るべきことを知らない人々」であり、「なしたり語ったりしてはならないこと」を「そうとは知らずにする人々」なのでないかと指摘し、アルキビアデスも同意する。
するとソクラテスは、先の話に出てきたオイディプスもまたその1人だったのではないかと述べ、もしアルキビアデスも神に「アテナイの僭主」「ギリシア全土の支配者」「ヨーロッパ全土の王」「万人の王」にしてやると約束されれば有頂天になるだろうが、それが己への「死」や「災い」と引き換えだったら望まないだろうと指摘する。アルキビアデスも同意する。
ソクラテスはマケドニアの僭主アルケラオス1世や、アテナイの将軍たちを例に出しつつ、「支配者の地位」「将軍の地位」などが実際には自身に「利得」よりも「損害」をもたらすようなものでありながら、多くの人はそれが与えられるのを避けたりせず、むしろそれを得るために「祈願」したりさえすると指摘する。アルキビアデスはそれに同意しつつ、「無知」というものが人間にとって悪しきことの原因になっており、「無知」なままになされた「祈願」は実際には「呪詛」（呪い）になってしまっていると応じる。

### 「無知」の善悪
しかしソクラテスは、「無知」が常に「悪」なのではなく、状況によっては「善」になることもあるのではないかと指摘する。例えば「母殺し」のオレステスのような復讐者が、もし母を見分けることができないという「無知」であったならば「母殺し」という罪を犯さずに済んだのであり、「無知」はある人々、ある状況においては「善いもの」になることもあるとソクラテスは指摘し、アルキビアデスも同意する。
他方でソクラテスは、「最も善きもの」について「無知」であったなら、どんなに他のことに関して「知識」を持っていたとしても、人を「益する」ことはほとんどなく「害する」ことの方が多いと指摘する。例えば、どんなに「特定の事柄」「特定の技術」を知っている人々が集まっていても、彼らが「知性」を働かせず「思惑」を信じ込み、「最も善きもの」についての「知識」がなければ、その国家体制は「混乱と不法（無秩序）に満ちた国家体制」であるとソクラテスは指摘し、アルキビアデスも同意する。

### 「祈願」のあり方
ソクラテスは、では以上を踏まえた上で、「祈願」はどのようにしたらいいか問うと、アルキビアデスはそれには大きな用心が必要であり、無造作（安易）な答えはできないと窮する。
するとソクラテスは、スパルタ人たちが神々に対して「善きものの上に美しきものを与えたまえ」とだけ「祈願」し、それ以上のことは「祈願」しないことを紹介しつつ、さらに昔聞いた話として、「かつてアテナイとスパルタの間に紛争があった頃、どうしても勝てないアテナイ人はアンモン神の神殿に使いを送り、「アテナイ人は一番多く美しい犠牲獣を捧げ、立派に奉納物で神殿を飾り、毎年豪華で厳かな祭列を捧げ、圧倒的な額の金銭を納めているのに、なぜ神々はスパルタ人に勝利を与えるのか」とうかがいを立てたところ、お告げの伝達者は、アンモン神はアテナイ人に「我の欲するところは、スパルタ人の「慎みある言葉」である」とおっしゃったと答えた」という話を紹介し、この「慎みある言葉」とは先に述べたスパルタ人特有の「祈願」の仕方のことであり、やはり何を言うべきか言うべきでないかについては、大いに用心が必要でありよく思案する必要があると指摘する。
さらにソクラテスは、ホメロスの『イーリアス』の一節を紹介し、トロイア人が犠牲獣（贄）を捧げても神々がそれを受け入れなかったことを指摘しつつ、神々は「腹黒い高利貸し」のように「贈り物によって心を動かされる」ことはないのであり、それよりは人が「敬虔」であるか「正しく」あるかといった「魂」の方に目を向けることを指摘する。
そしてソクラテスは、「神々」にとっても「知性ある人々」にとっても、「正義」と「思慮」こそが特に尊重されるのであり、また「思慮があって正しい人々」とは「神々に対しても人々に対しても、行うべきこと語るべきことを知っている人々」であると指摘し、アルキビアデスも同意する。

### 終幕
するとソクラテスは、アルキビアデスが現在のようにその「知識」がないまま、「祈願」のための神殿参りへ行くのは危険なことであり、それを「学び知る」まではじっと待っていなくてはならないと忠告する。
アルキビアデスが、その「学び知る」時とは「いつ」やってくるのか、また「誰」が教えてくれるのか問うと、ソクラテスは「アルキビアデスのことを心にかけてくれる人」によってその「魂」から「霞」（かすみ）が拭い去られ、「悪」も「善」も見分けられるようになる時が来ると言い、それを聞いたアルキビアデスは、それを待ちつつ「祈願」を先延ばしにすることにし、持っていた「花の冠」や「贈り物」を善い相談相手になってくれたソクラテスにあげることにする。

## 日本語訳
- 『プラトン全集 6 アルキビアデスI　アルキビアデスII　ヒッパルコス　恋がたき』 川田殖ほか訳、岩波書店、1974年、復刊2005年ほか